# Parex Bank
Parex Bank (латис. Parex banka)  — латвійський банк, з філіями в Берліні, Стокгольмі та Талліні, а також з представництвами в Токіо, Москві, Києві, Баку та інших містах. Персонал банку налічував 2600 співробітників в 14 країнах. 

## Історія
В 1992 році банк заснували Валерій Каргін та Віктор Красовицький. 
В 2003 році банк отримав нову штаб-квартиру в Ризі площею 150 000 м². У 2005 році банк першим в Латвії почав випуск карт American Express. Банку належать дочірні компанії в Швейцарії (AP Anlage und Privat Bank) та Литві (Parex Bankas). 
8 листопада 2008 року банк був націоналізований урядом Латвії. За суму в 2 лати (~4 долари США) держава отримала 51% акцій банку. Націоналізація була проведена, щоб уникнути банкрутства банку. 
В 2010 році банк був реструктуризований з утворенням двох підприємств: «Parex Banka» і нового банку «Citadele». Більшість активів «успадкував» новий банк, а в Parex Banka залишилися проблемні активи. У 2012 році компанія була реорганізована в акціонерне товариство  "Reverta".